# Veddasca

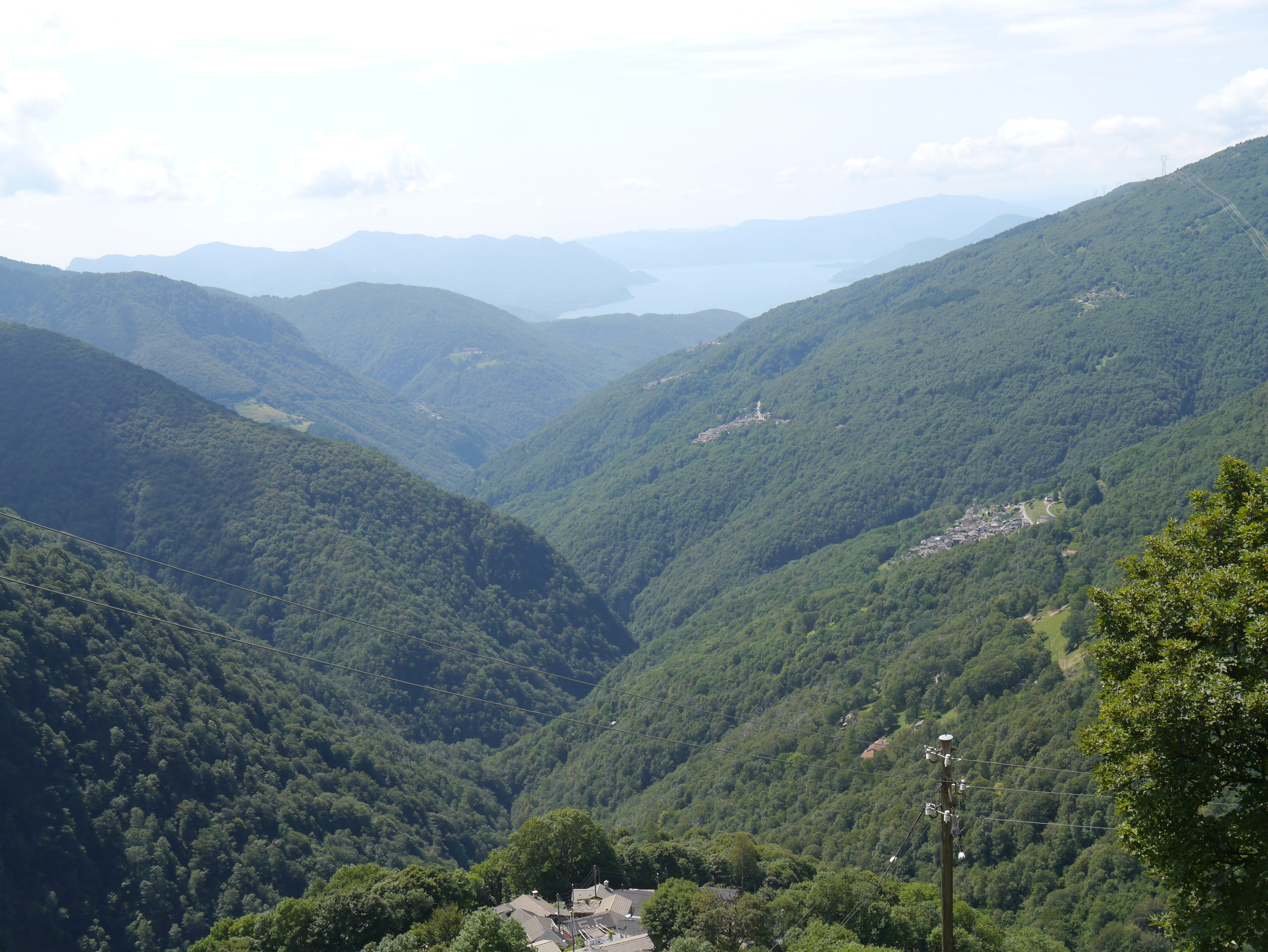
Valle Veddasca mit Lago Maggiore im Hintergrund

Valle Veddasca und Monte Tamaro. Historisches Luftbild von Werner Friedli (1954)

Veddasca (lombardisch: Vedàsca) ist eine ehemalige Gemeinde (comune) im Nordwesten der Lombardei, Provinz Varese, Oberitalien. Die Gemeinde hatte am 31. Dezember 2013 245 Einwohner und eine Fläche von 16,6 km². Seit 2014 gehört sie zur neu gebildeten Gemeinde Maccagno con Pino e Veddasca. Das Zentrum der Gemeinde lag auf einer Höhe von 896 m. s. l. m. im Ortsteil Armio.

## Lage
Die ehemalige Gemeinde liegt etwa 23 Kilometer nördlich von Varese im Valle Veddasca. Sie gehörte zur Comunità montana Valli del Verbano und grenzt an den Schweizer Kanton Tessin. Der Verwaltungssitz der Gemeinde befand sich im Ortsteil Armio.
Zur Gemeinde gehörten die Fraktionen Alpe Cadrigna, Alpe Cangei, Alpe Casmera, Alpe Comendone, Alpe Feed, Alpe Pra del Cotto, Alpe Quadra, Alpe Rassini, Armio, Bacinetto, Biegno, Cadero, Caldera, Cangili, Costa del Fajetto, Fontana, Graglio, Lozzo, Monte Cadrigna, Monte Paglione, Monterecchio, Monte Sirti, Nove Fontane, Passo della Forcora, Passo Fontana Rossa, Pian della Croce, Pian Poso, Ponte Delà und Sasso Corbaro.
Die Nachbargemeinden waren Curiglia con Monteviasco, Dumenza, Gambarogno im Kanton Tessin in der Schweiz, Maccagno und Pino sulla Sponda del Lago Maggiore.

## Geschichte
Die einstige Gemeinde wurde 1928 aus den heutigen Ortsteilen Armio, Biegno, Cadero con Graglio und Lozzo gebildet. Am 4. Februar 2014 fusionierte sie mit Maccagno und Pino sulla Sponda del Lago Maggiore zur Gemeinde Maccagno con Pino e Veddasca.